# Оукшотт, Майкл
Майкл Оукшотт (англ. Michael Oakeshott, 11 декабря 1901, Chelsfield, Большой Лондон — 19 декабря 1990, Acton, Дорсет) — английский философ, представитель британской интеллектуальной традиции, выпускник Оксфордского и Кембриджского университетов, преподаватель Лондонской школы экономики и политической науки. В англоязычных странах считается классиком политической философии.

## Биография

### Ранние годы
Майкл Оукшотт родился в английском городе Честфилд в семье чиновника и был средним сыном. Его отец, Джозеф Фрэнсис Оукшотт, представитель образованного среднего класса Англии, принадлежал к Фабианскому обществу вместе с другом семьи Бернардом Шоу. В 1912 году Оукшотт был отправлен в начальную школу Сент-Джордж Харпендене, где встретил свою первую жену, Джойс Фрикер. В 1920 году Оукшотт поступил в колледж Гонвилл и Кейес, где изучал историю и философию. Во время обучения в Кембридже на Оукшотта повлияли британские философы-идеалисты, такие как Дж. М. МакТаггарт и Джон Грот. Впоследствии он получил степень магистра и стал преподавателем современной истории. Захлестнувшие в 30-е годы Европу экстремистские политические течения сильно встревожили Оукшотта, а его научные работы и лекции того времени обличали неприязнь к национал-социализму и марксизму. В это же время Оукшотт начал работу над своим первым большим литературным трудом «Опыт и его виды» (англ. «Experience and its Modes»), выпущенным в 1933 году. В 1940 году Оукшотта призвали на фронт, хотя в своей статье «Притязания политики» 1939 года философ отстаивал право частных лиц не участвовать в военных операциях.

### Послевоенные годы
После демобилизации в 1945 году Оукшотт вернулся в Кембридж, а через два года перебрался в Оксфорд. Там он стал профессором политологии в Лондонской школе экономики и политических наук. В этот период был опубликован второй главный труд Оукшотта «Рационализм в политике» (англ. Rationalism in Politics). Эта и другие статьи Оукшотта появлялись в журнале «Cambridge Journal», главным редактором которого он стал в 1949 году. Несогласие со студенческими протестами конца 60-х годов, которые, по его мнению, мешали учебному процессу, вынудило Оукшотта покинуть университет в 1969 году.
Оставшуюся жизнь Оукшотт провёл в тихой деревне на юге Англии со своей третьей женой, абстрактной художницей Кристель Шнайдер. В эти годы Оукшотт пишет две новые книги: «О человеческом поведении» (англ. «On human conduct») и «Об истории» (англ. «On history»). Он старался держаться в стороне от политики и отказался от титула пэра, предложенного правительством Маргарет Тэтчер. Несмотря на то, что Оукшотт стал известен ещё при жизни, прожив 89 лет, настоящее признание он завоевал уже после смерти.

## Философия

### Ранние труды
В своей первой книге «Опыт и его виды» Оукшотт высказывает мысль, что всякой человеческой деятельности присущ свой собственный вид рациональности, который обладает уникальной ценностью. В этой же работе задумывается над альтернативными способами понимания политики. Он приходит к выводу, что политическая философия не является подлинной философией и ей нет места в философской работе. Чётко выражая свою субъективную позицию, в ранние годы Оукшотт тяготеет в своих произведениях к стилю британского философского идеализма.
Своё дальнейшее представление о природе политики Оукшотт дополнил онтологией «Социальные и политические доктрины современной Европы» (1939), описывая репрезентативную демократию, коммунизм, католицизм, фашизм и национал-социализм. В статье «Притязания политики», выпущенной в том же году, звучит один из главных политических тезисов Оукшотта: деятельность политиков не обладает самостоятельной ценностью, а выполняет лишь защитную функцию общественного организма, обеспечивая функционирование системы правовых норм. На размышления о природе государства и политики Оукшотта подтолкнули идеи Томаса Гоббса, к «Левиафану» которого он написал известное предисловие.

### «О человеческом поведении» и политическая теория
Вклад Оукшотта в философию не ограничивается политикой. Философ уделял большое внимание исследованию личности и индивидуальной свободе человека. Так, говоря о человеческой природе, Оушкотт дал ставшее знаменитым определение консервативное характера: «Быть консерватором… значит предпочитать известное неизвестному, испытанное неиспытанному, факты тайнам, данное возможному, ограниченное неограниченному, близкое далёкому, достаточное избыточному, подходящее идеальному, настоящий смех утопическому счастью».
Политическая теория Оукшотта, выдвинутая в работе «О человеческом поведении», отвергает всякие формы политической партии. Согласно его теории, человеческая активность проявляется в такой разумной деятельности, как желание и выбор. Также он рассуждает о том, как представления о человеческом сообществе изменили политику и политическую мысль Европы в эпоху пост-ренессанса.
Оукшотт говорит о двух основных способах социальной организации. В первом, который Оукшотт называет «корпоративным сообществом» («enterprise association»), государство преследует универсальные цели, такие как прибыль, прогресс или расовое господство. «Гражданское сообщество» (civil association), напротив, строится прежде всего на правовых отношениях, где законы предписывают обязательные условия действий, но не предполагают предпочтение одного действия другому.
В книге «Политика веры и политика скептицизма», опубликованной уже после смерти философа, Оукшотт размышляет о различных видах человеческих сообществ. Корпоративное сообщество, основанное на вере в универсальное добро, Оукшотт называет «политикой веры» (Politics of faith). Необходимой предпосылкой для политики веры автор считает власть, особенно техническую, поскольку она вселяет в людей веру в достижение всеобщего блага и позволяет осуществлять политику, необходимую для этой цели. Противопоставленная этой теории политика скептицизма (Politics of Scepticism) сужает роль государства до заботы о предотвращении плохих событий. Общество, по мнению Оукшотта, может обходиться минимальными нормами права. Именно поэтому Оукшотта часто относят к критикам государственного планирования.

### Рациональность и рационализм
Критике рационализма у Оукшотта предшествовали размышления о соотношении теории и практики. Он считал неприемлемым рационализм технического типа, где деятельность рассматривается в качестве приложения знания к субъекту. Под таким рационализмом Оукшотт понимал иллюзию существования «правильных» ответов на практические вопросы, когда практическая активность опирается на моральные и казуальные законы, чья истинность может быть продемонстрирована. Ошибка рационализма, по Оукшотту, заключается в убеждённости, что для принятия решения достаточно технического применения правил и расчёта последствий. В противовес этой парадигме Оукшотт выдвигает на первый план традицию, где в диалектике субъекта и знания появляется новый мир опыта.
Эти размышления Оукшотт переносит и в политическое поле в эссе «Рационализм в политике». В политике, по Оукшотту, тоже не существует единственно верно способа действий. Политические аргументы нельзя опровергнуть или доказать; их можно только представить в более убедительном виде. Политический дискурс, заключает автор, имеет дело с непредвиденными обстоятельствами и предположениями, а не с определёнными и не зависящими от контекста истинами.

## Критика
За ставшее популярным эссе «Быть консерватором» Оукшотта причисляли к консервативным мыслителям, поэтому критика его философии исходила преимущественно от критиков консерватизма и неоконсерватизма. Ему приписывали как идеологическое упрямство, так и безразличие к идеологии и политике. По словам канадского философа Джона Ралстона Сола, Оукшотт был «рациональным идеологом», который также считал, что «политика должна оставаться в руках людей из традиционных политических семей». Другие утверждали, что Оукшот был, в конце концов, не консервативным, а либеральным политическим мыслителем.
В целом, Оукшотт почти не привлекал внимания философов, и его работы читали в основном политологи. Но и те, кто читал, часто неверно интерпретировали идеи Оукшотта, потому что смотрели на него не как на философа, а как на моралиста. Для Оукшотта же мораль и философия находятся в разных плоскостях, и практическое руководство не является предметом философского анализа.

## Сочинения
- «Опыт и его виды» (1933)
- «Социальные и политические доктрины современной Европы» (1939)
- «Притязания политики» (1939)
- «Быть консерватором» (1956)

- «Рационализм в политике и другие эссе» (1949),
- «О человеческом поведении» (1975)

### На русском языке
- Оукшотт М. Рационализм в политике / пер. с англ.. — М.: Идея-Пресс, 2002. — 288 с. — ISBN 5-7333-0036-1.

#### Статьи
- Оукшотт М. Что такое политическая теория? // Политическая теория в XX веке: сборник статей / под ред. А. Павлова. — М.: Издательский дом «Территория будущего», 2008. — С. 94—104. — ISBN 5-91129-022-7.